# یری (تاجیکستان)
یری (به لاتین: Yeri) یک شهرک در شمال غربی تاجیکستان است که در ولایت سغد واقع شده‌است.